# Китайский театр TCL
Китайский театр TCL (англ. TCL Chinese Theatre; до 2013 — Китайский театр Граумана) — кинотеатр на 1162 места, расположенный на бульваре Голливуд в Лос-Анджелесе. Здание построено в 1927 году импресарио Сидом Грауманом, и до начала января 2013 года кинотеатр назывался «Китайский театр Граумана» (англ. Grauman's Chinese Theatre). В 1973—2001 гг. объект назывался (англ. Mann's Chinese Theatre). В кинотеатре традиционно проходят премьеры многих голливудских фильмов.
В сентябре 2007 года кинотеатр приобрела фирма «CIM Group» — крупнейший владелец коммерческой недвижимости в Голливуде. В 2013 году Китайский театр Граумана переименован в Китайский театр TCL. Новое имя появилось в рамках спонсорской сделки с китайской компанией, производящей электронику. Стоимость сделки составила $5 миллионов.

## «Аллея славы» перед театром
На площадке перед кинотеатром расположена знаменитая голливудская Аллея славы, где в цементе сохраняются отпечатки рук или ног многих кинозвезд, выбранных, в отличие от Аллеи звёзд, владельцами театра. Во многих источниках утверждается, что первой свои отпечатки там оставила звезда немого кино Норма Толмадж, случайно наступив на ещё влажный цемент возле театра. Однако, в коротком интервью 13 сентября 1937 года в адаптации фильма 1937 года «Звезда родилась» для радиовещания Lux Radio Theater, Грауман рассказал другую версию того, как ему пришла в голову идея нанести отпечатки рук и ног на бетон. Он сказал, что это была «чистая случайность. Я влетел прямо в это. Когда мы строили театр, я случайно наткнулся на незастывший цемент. И вот оно! Так что, я немедленно пошёл к Мэри Пикфорд. Мэри ступила в это ногой».
На тротуаре у Китайского театра Граумана есть отпечатки рук и ног Чарли Чаплина, Джека Николсона, Мэри Пикфорд, Дугласа Фэрбенкса, Мэрилин Монро, Клинта Иствуда, Сьюзен Хейворд (единственной, чьи следы в золотой пыли), Харрисона Форда, Джонни Деппа, Арнольда Шварценеггера, Уилла Смита, Шер, Джима Керри, Аль Пачино, Майкла Джексона, Робина Уильямса, Хью Джекмана, Роя Роджерса и его коня Триггера. С июля 2007 года актёров фильма о Гарри Поттере: Дэниела Рэдклиффа, Руперта Гринта и Эммы Уотсон. Кроме того, там есть следы лап легендарной немецкой овчарки-актёра Рин Тин Тина. В ноябре 2011 года свои отпечатки оставили актеры сумеречной саги: Кристен Стюарт, Роберт Паттинсон, Тейлор Лотнер, а также американский актёр Микки Рурк. 26 января 2012 года на Аллее славы перед Китайским театром Граумана появились отпечатки стоп и ладоней Майкла Джексона, их оставили дети покойного певца, используя его ботинок и знаменитую перчатку с серебристыми блестками. Рядом дети оставили отпечатки собственных ладоней.
Также в 2012 году Кристофер Нолан удостоился чести оставить отпечатки своих рук и ног. Нолан стал одним из самых молодых кинематографистов, «наследивших» у легендарного театра, и лишь восьмым режиссёром, которому была предоставлена такая возможность. В 2013 году свои отпечатки оставили актёры Роберт Де Ниро, Джеки Чан, Сандра Буллок и Бен Стиллер.